# Steven Andskär
Steven Andskär (ur. 30 października 1964 roku w Sztokholmie) – szwedzki kierowca wyścigowy.

## Kariera
Andskär rozpoczął karierę w międzynarodowych wyścigach samochodowych w 1984 roku od startów w Szwedzkiej Formule 3, Brytyjskiej Formule 3 oraz Europejskiej Formule 3. Jedynie w edycji szwedzkiej zdobywał punkty. Z dorobkiem trzydziestu punktów uplasował się na piątej pozycji w klasyfikacji generalnej. W późniejszych latach pojawiał się także w stawce Formuły 3 Nordic Championship, Europejskiego Pucharu Formuły 3, World Sports-Prototype Championship, Formuły 3000, All Japan Sports-Prototype Championship, World Touring Car Championship, All Japan Sports Prototype Car Endurance Championship, 24-godzinnego wyścigu Le Mans, Japońskiej Formuły 3000, Sportscar World Championship, Global GT Championship oraz Super GT Japan.
W Formule 3000 Szwed startował w latach 1986-1988. Jednak w żadnym z dziewięciu wyścigów, w których wystartował, nie zdołał zdobyć punktów.